# Krita (pigment)
Krita är ett av de äldsta kända pigmenten. Det består av kalciumkarbonat och tillverkas genom nedvittring, malning och slamning av den naturliga bergarten krita. 
I den internationella pigmentdatabasen Colour Index har det benämningen Pigment White 18. Den naturliga kritan innehåller även en liten del magnesiumkarbonat (C.I.77713) och andra föroreningar, men för finare kvaliteter kan den renas till rent kalciumkarbonat (C.I.77220).
Krita har varit ett mycket vanligt pigment inom både konst- och hantverksmåleriet. Färgen är vit med en mycket svag dragning mot gult. I vattenbaserade färger har kritan god täckkraft och är en huvudingrediens i limfärg, som långt in på 1900-talet var den vanligaste färgtypen för invändiga tak och ofta även väggar. Krita i limfärg har också använts för mager undermålning (kredering) under målning med fetare färg.
Riven i olja har kritan ingen täckkraft och är oanvändbar som pigment. Den har dock använts även i oljefärg, som fyllnadsmedel för att ge målarfärg och enklare konstnärsfärg rätt konsistens utan att påverka dess kulör. Infärgad med olika organiska substanser har krita varit huvudbeståndsdelen i naturliga färglacker. Idag har den mycket begränsad användning inom måleriet men används för tillverkning av fönsterkitt.